# Harakthawa
Harakthawa (en népalais : हरकठवा) est un comité de développement villageois du Népal situé dans le district de Sarlahi. Au recensement de 2011, il comptait 5 657 habitants.